# NGC 1313
NGC 1313 är en stavspiralgalax som ligger ungefär 4 grader söder om Zeta Reticuli. Den har en total magnitud på 9,4, men framträder som relativt stor och ljussvag. Ett 200 millimeters teleskop eller större rekommenderas för att titta på galaxen, men även i ett 300 millimeters teleskop kan den endast anas.

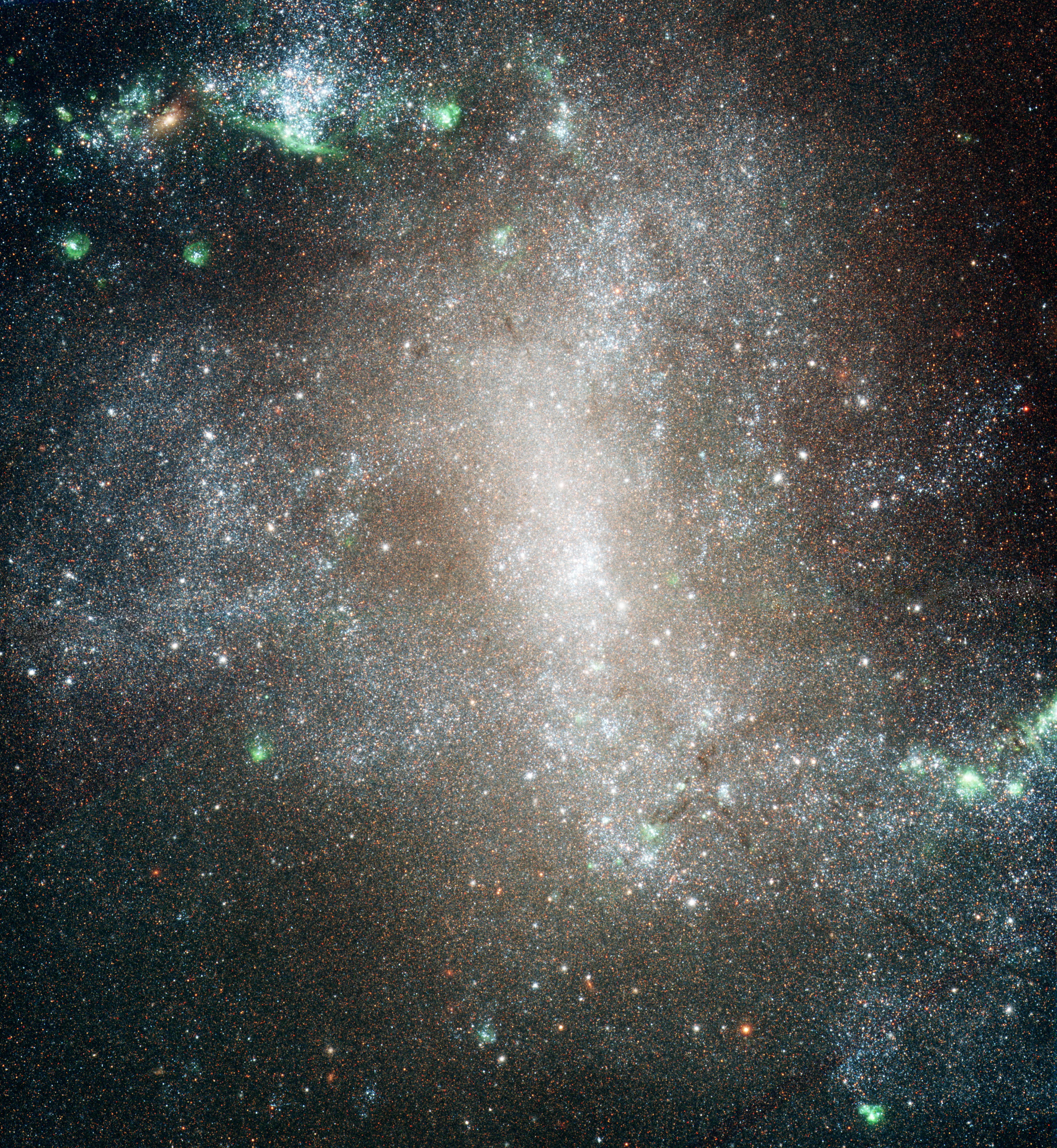
Det centrala området i NGC 1313 i fotografi taget med Rymdteleskopet Hubble